# بیابان نامیب

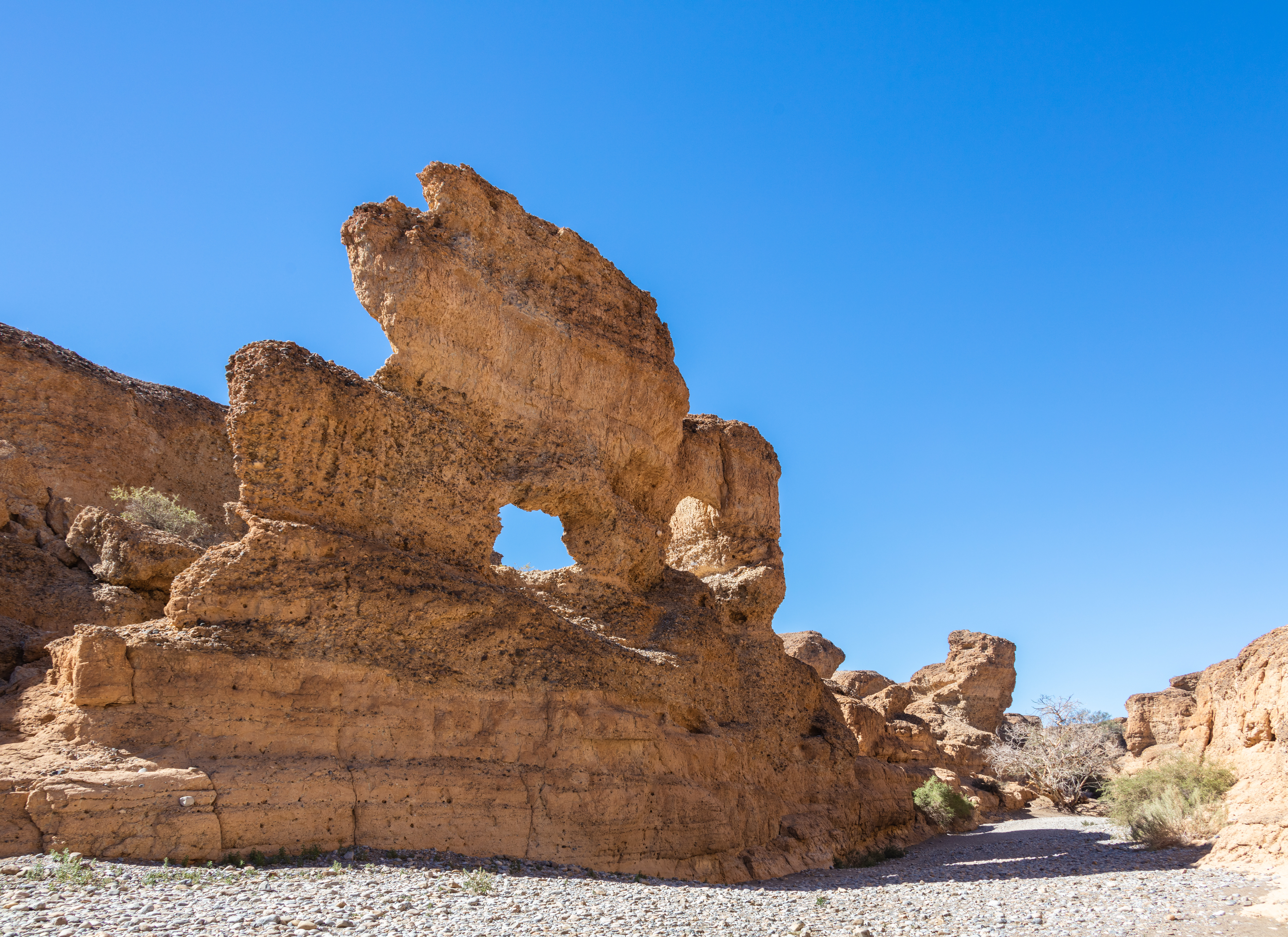
بیابان نامیب

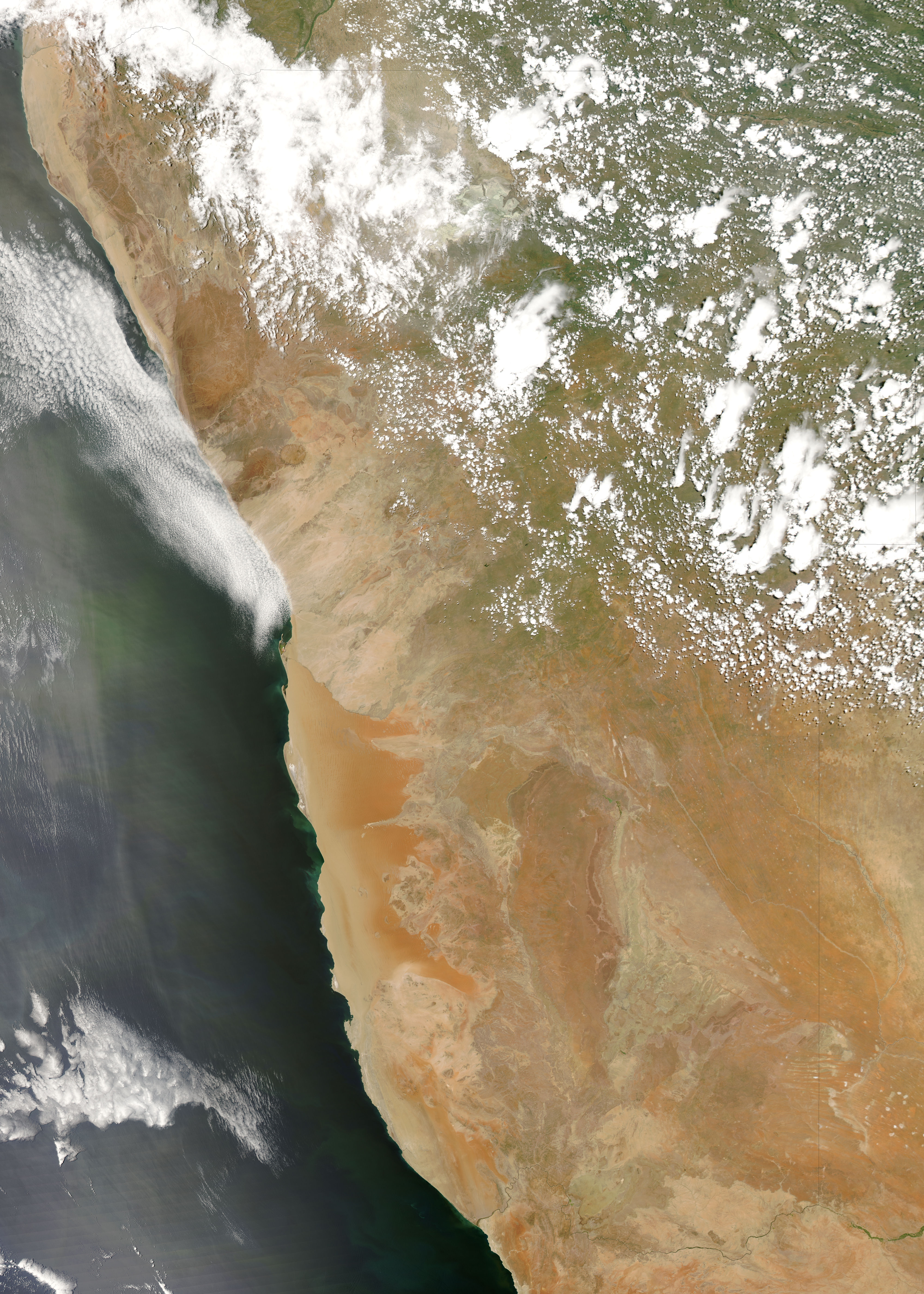
تصویری از بیابان نامیب که با ماهواره مودیس گرفته شده است.

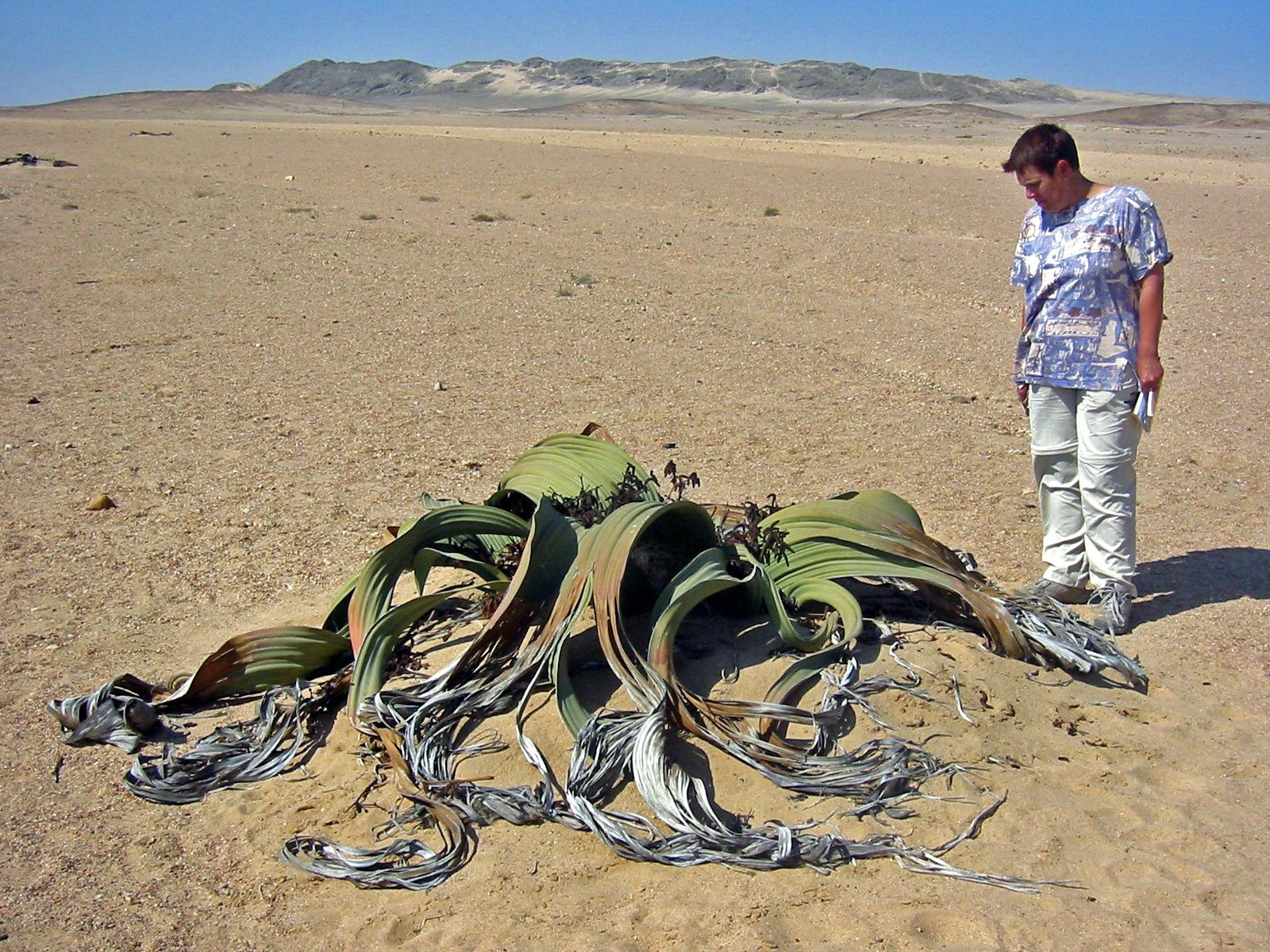
ویلوچیا، گیاهی که به عنوان فسیل زنده در نظر گرفته می‌شود و فقط در نامیب وجود دارد.

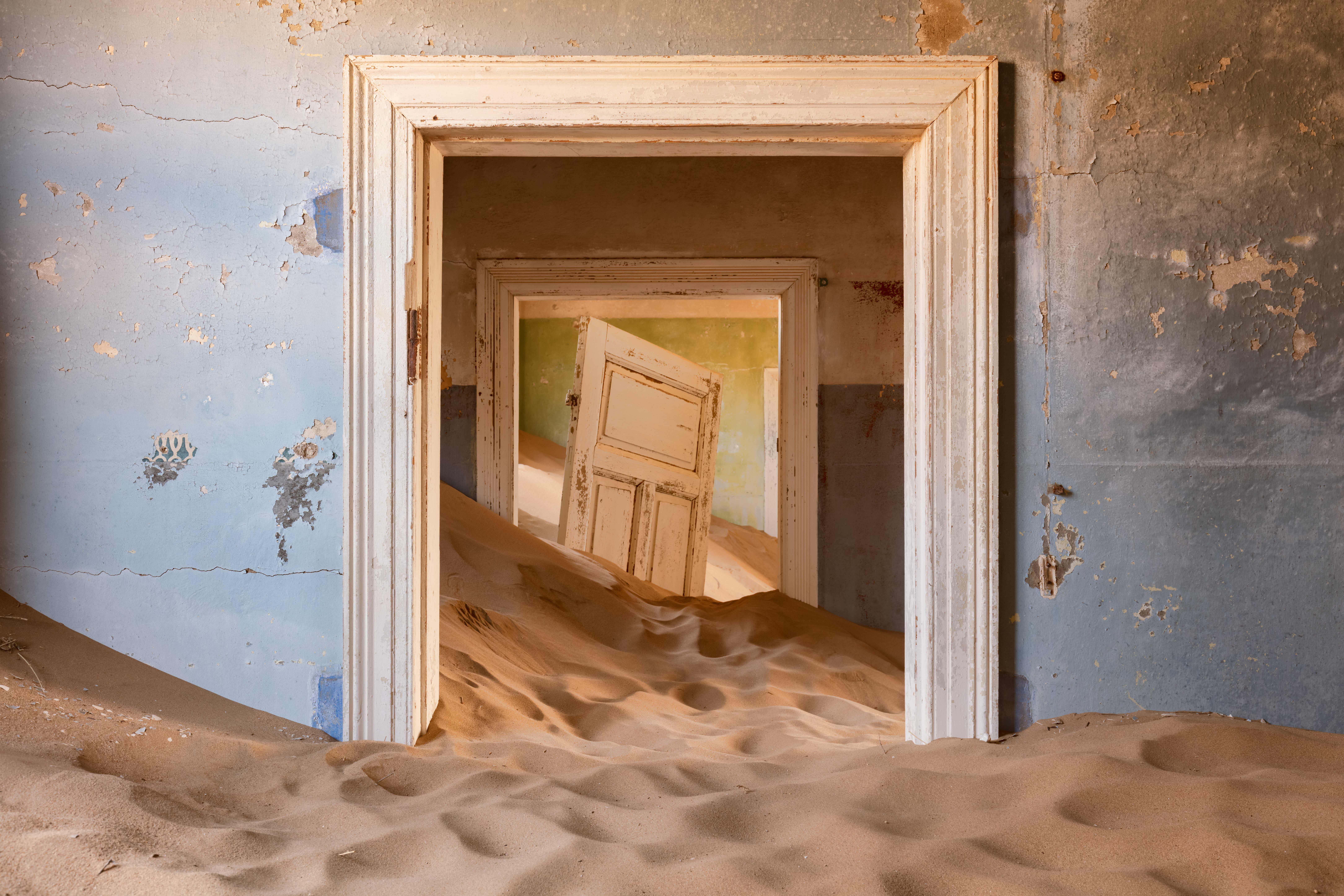
نگاره‌ای از فضای داخلی ساختمانی در شهر متروکهٔ کولمانس‌کوپ (en) در بیابان نامیب، واقع در جنوبِ نامبیا.

نامیب یک بیابان ساحلی در جنوب آفریقا است. اسم نامیب از ریشهٔ «ناما» به معنی پهناور گرفته شده است.

## جغرافیا
این بیابان محدوده‌ای به وسعت ۸۰٬۹۵۰ کیلومتر مربع را اشغال کرده است.
این بیابان از شمال به رود یوساب و در جنوب به شهر لودریتز محدود می‌شود؛ و همین‌طور از غرب و شرق به تربیت به اقیانوس اطلس و دیوارهٔ نامیب محدود می‌شود.
این بیابان از شمال تا جنوب حدود ۱۶۰۰ کیلومتر طول دارد و عرض آن در جاهای مختلف از ۵۰ تا ۱۶۰ کیلومتر متفاوت است.

## آب وهوا
نامیب بارش سالیانه کمتز از ۱۰ میلی‌متری دارد و این موضوع باعث شده تا این سرزمین به زمینی بایر و بی‌حاصل تبدیل شود.

## گیاهان و حیوانات

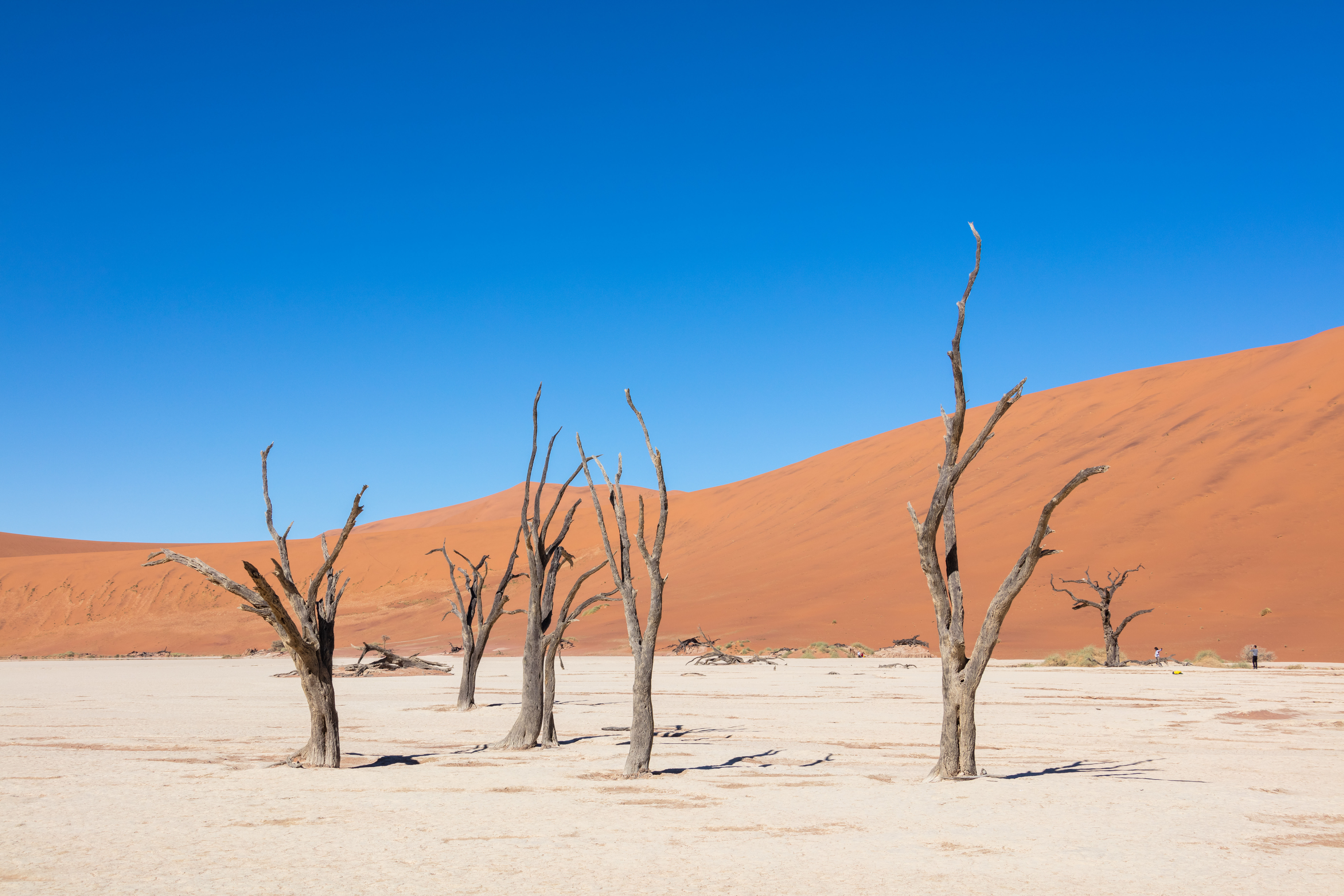
بیابان نامیب

یکی از حیواناتی که در این صحرا زندگی می‌کنند و در ایران طرفدار بسیاری دارد طوطی برزیلی است.
این طوطی در سال ۱۷۹۳م کشف شد و در آن هنگام به عنوان زیر گونه‌ای از «طوطی برزیلی صورت قرمز» شناخته شد، اما بعدها یعنی در سال ۱۸۱۸م توسط شرق‌شناس فرانسوی «لویس جان پیر ویللو» به عنوان گونه ای جدید معرفی شد و این‌گونه، دو زیر گونه به نام‌های علمی A.r.catumbella و A.r.roseicollis دارد. خاستگاه آن جنوب غربی قاره آفریقا است. اندازه آن ۱۵ سانتی‌متر است. پرنده‌ای شاداب، پر انرژی و فعال است.

## جمعیت
این منطقه تقریباً خالی از سکنه است.

## پارک ملی نامیب
پارک ملی نامیب قسمت بزرگی از بیابان نامیب را دربرمیگیرد. هر چند اکثر مناطق آن به سختی قابلیت دسترسی دارند ولی چندین منطقهٔ توریستی را در خود جای داده است. از مهم‌ترین این جاذبه‌ها، ناحیهٔ مشهور سُسوسولی است.

## اماکن مهم
- Bogenfels
- درهٔ ماه (Moon Valley)
- Sesriem
- ساحل اسکلت (Skeleton Coast)
- Solitaire
- Sossusvlei
- Welwitschia Plains
- Spitzkoppe
- Swakopmund